# Biegeversuch

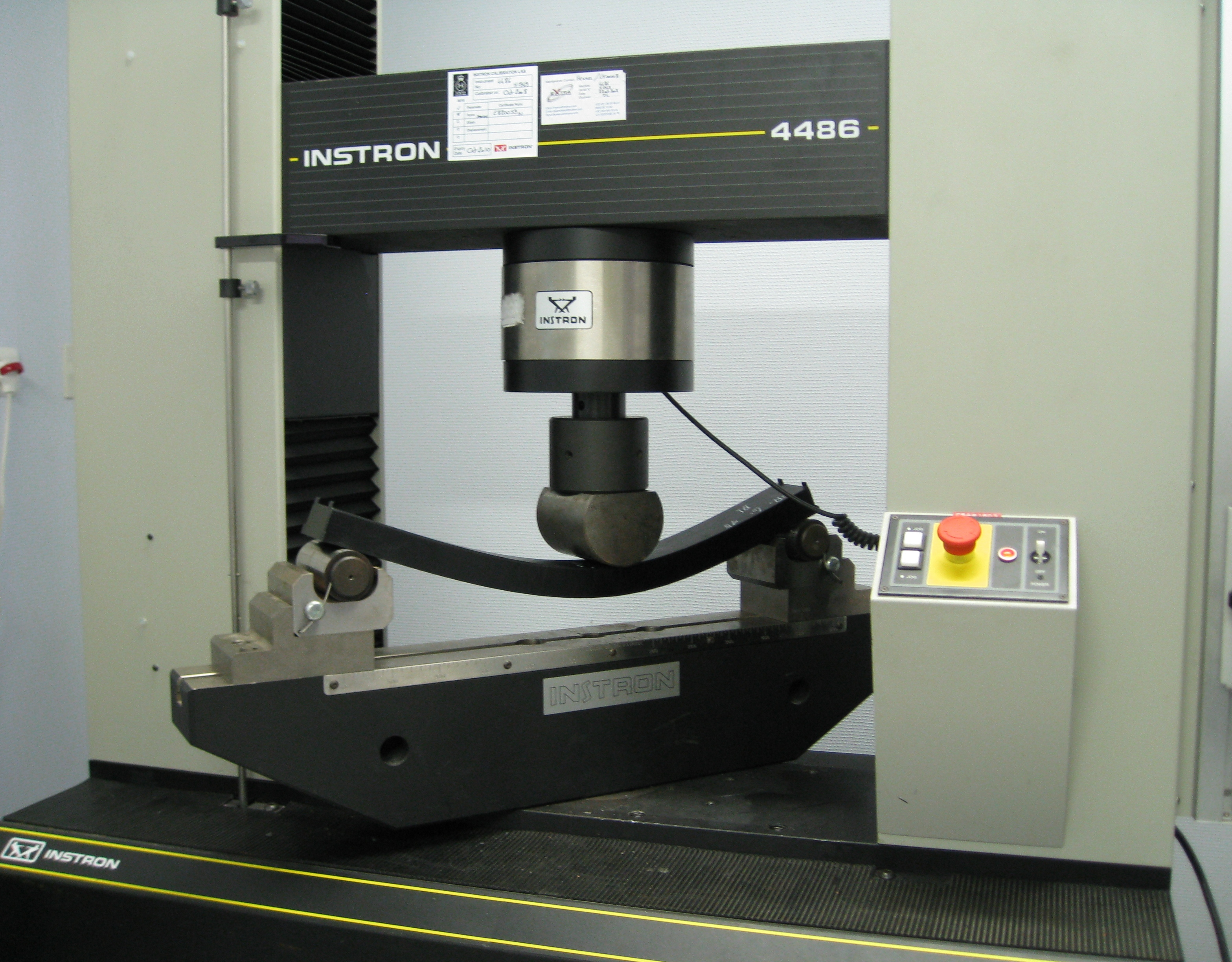
Dreipunktbiegeversuch

Der Biegeversuch oder Biegezugversuch ist eine Methode der zerstörenden Werkstoffprüfung.
Es gibt verschiedene Arten des Biegeversuches, deren Ablauf ähnlich ist und die sich durch die Art der Probenlagerung und die Anzahl der Lasteinleitungen unterscheiden. Aus den aufgezeichneten Biegekraft- und Durchbiegungswerten lassen sich verschiedene Materialkennwerte sowie die Spannungs-Dehnungs-Linie der Biegebeanspruchung ermitteln.

## Ablauf
Je nach Art des Biegeversuchs werden unterschiedliche Prüfeinrichtungen verwendet. Allen gemein ist, dass die Lasteinleitung/-en und die Auflager parallel zueinander angeordnet und abgerundet sind (z. B. Rollen).
Wenn nicht gewährleistet werden kann, dass die Prüfkörperober- und -unterseite planparallel zueinander ausgerichtet sind, müssen die Lasteinleitung/-en sowie ein Auflager in der zur Längsachse des Prüfkörpers senkrechten Ebene kippbar gelagert werden; der Prüfkörper hat dann nur linienförmigen Kontakt zur Prüfeinrichtung.
Der Prüfkörper wird mittig in die Prüfeinrichtung platziert und durch die Lasteinleitung/-en mit einer langsam stetig steigenden Kraft (quasi-statisch) bis zum Bruch belastet. Die Höchstlast nennt man Bruchkraft. Bei kleiner Durchbiegung erhält man mit der Formel der Biegelinie eine analytische Näherung für die Verformung des Prüfkörpers.

## 2-Punkt-Biegeversuch
Beim 2-Punkt-Biegeversuch wird die Prüfprobe an einem Ende eingespannt und auf der freiliegenden Seite mit einem Prüfstempel belastet.
Der Biegemodul berechnet sich bei einer Flachprobe wie folgt:
{\displaystyle E={\frac {4l_{\rm {v}}^{3}(X_{\rm {H}}-X_{\rm {L}})}{D_{\rm {L}}ba^{3}}}}
- E: Biegemodul in kN/mm²
- lv: Stützweite in mm
- XH: Ende der Biegemodulermittlung in kN
- XL: Beginn der Biegemodulermittlung in kN
- DL: Durchbiegung in mm zwischen XH und XL
- b: Probenbreite in mm
- a: Probendicke in mm

## 3-Punkt-Biegeversuch

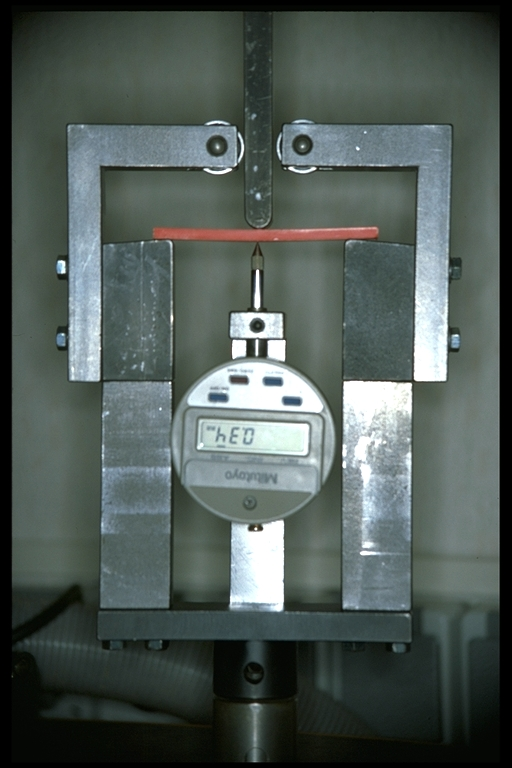
Prüfeinrichtung für den 3-Punkt-Biegeversuch

Beim 3-Punkt-Biegeversuch wird die Prüfprobe auf zwei Auflagen positioniert und in der Mitte mit einem Prüfstempel belastet. Dies ist wahrscheinlich die am häufigsten verwendete Form des Biegeversuches.
Der Biegemodul berechnet sich bei einer Flachprobe wie folgt:
{\displaystyle E={\frac {l_{\rm {v}}^{3}(X_{\rm {H}}-X_{\rm {L}})}{4D_{\rm {L}}ba^{3}}}}

## 4-Punkt-Biegeversuch

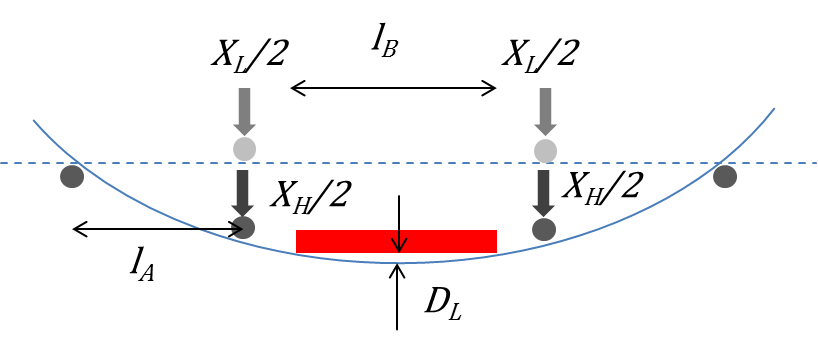
Erläuterung zu 4-Punkt-Biegeversuch

Beim 4-Punkt-Biegeversuch wird die Prüfprobe auf zwei Auflagen positioniert und in der Mitte mit einem Prüfstempel mit zwei Druckpunkten belastet. Dies führt dazu, dass zwischen den beiden Auflagepunkten ein konstantes Biegemoment herrscht. Hierdurch entsteht ein querkraftfreier Bereich, in dem die Probe nur auf Biegung beansprucht wird. Dies hat den Vorteil, dass nicht zusätzlich noch Querkräfte wirken wie beim 3-Punkt-Biegeversuch.
Der Biegemodul berechnet sich bei einer Flachprobe wie folgt:
{\displaystyle E={\frac {l_{\rm {A}}^{2}(2l_{\rm {A}}+3l_{\rm {B}})(X_{\rm {H}}-X_{\rm {L}})}{D_{\rm {L}}ba^{3}}}}
- lA: Spannlänge (Abstand zwischen Auflagepunkt und näher gelegenem Druckpunkt des Prüfstempels) in mm
- lB: Länge des Bezugsbalkens (zwischen den Druckpunkten, symmetrisch zu den Druckpunkten aufgelegter Balken) in mm
- DL: Abstand zwischen Bezugsbalken und Balken (mittig zwischen den Druckpunkten) in mm.

## Normen
Zur Ausführung von Biegeversuchen existieren etablierte Prüfnormen, welche Ausführungsart und Prüfparameter für verschiedene Werkstoffe und Bauteile vorschreiben. Herausgegeben werden die Normen von Organisationen wie ASTM, DIN, CEN, ISO oder von Unternehmen als Werknorm.
ASTM-Normen
- ASTM C99/C 99M:2018 Prüfung des Bruchmoduls von Naturstein
- ASTM C880/C 880M:2018 Prüfung der Biegefestigkeit von Naturstein
- ASTM C1550:2020 Standard Test Method for Flexural Toughness of Fiber Reinforced Concrete (Using Centrally Loaded Round Panel)
- ASTM C1609/C1609Ma:2019 Standard Test Method for Flexural Performance of Fiber-Reinforced Concrete (Using Beam With Third-Point Loading)
- ASTM D143:2022 Prüfung von astfreiem Holz an Kleinproben
- ASTM D790:2017 Standard Test Methods for Flexural Properties of Unreinforced and Reinforced Plastics and Electrical Insulating Materials
- ASTM D6272:2017 Standard Test Method for Flexural Properties of Unreinforced and Reinforced Plastics and Electrical Insulating Materials by Four-Point Bending
- ASTM E190:2021 Prüfung der Dehnbarkeit von Schweißnähten; Biegeversuch mit Biegedorn und U-Form
- ASTM E290:2022 Prüfung der Dehnbarkeit von metallischen Werkstoffen; Biegeversuch mit Kraftaufbringung am vorgesehenen Knickpunkt
- ASTM F2606:2008 Standard Guide for Three-Point Bending of Balloon-Expandable Vascular Stents and Stent Systems

DIN-Normen
- DIN 52186:1978-06 Prüfung von Holz; Biegeversuch
- DIN 53293:1982-02 Prüfung von Kernverbunden; Biegeversuch
- DIN 53435:2018-09 Prüfung von Kunststoffen – Biegeversuch und Schlagbiegeversuch an Dynstat-Probekörpern
- DIN 53452:1977-04 Biegeversuch (zurückgezogen)

CEN-Normen
- DIN EN 658-5:2003-03 Hochleistungskeramik – Mechanische Eigenschaften von keramischen Verbundwerkstoffen bei Raumtemperatur – Teil 5: Bestimmung der Scherfestigkeit im Drei-Punkt-Biegeversuch mit kurzem Auflagerabstand (EN 658-5:2002)
- DIN EN 843-1:2008-08 Hochleistungskeramik – Mechanische Eigenschaften monolithischer Keramik bei Raumtemperatur – Teil 1: Bestimmung der Biegefestigkeit (EN 843-1:2006)
- DIN EN 843-2:2007-03 Hochleistungskeramik – Mechanische Eigenschaften monolithischer Keramik bei Raumtemperatur – Teil 2: Bestimmung des Elastizitätsmoduls, Schubmoduls und der  Poissonzahl (EN 843-2:2006)
- DIN EN 1288-2:2000-09 Glas im Bauwesen – Bestimmung der Biegefestigkeit von Glas – Teil 2: Doppelring-Biegeversuch an plattenförmigen Proben mit großen Prüfflächen (EN 1288-2:2000)
- DIN EN 1288-5:2000-09 Glas im Bauwesen – Bestimmung der Biegefestigkeit von Glas – Teil 5: Doppelring-Biegeversuch an plattenförmigen Proben mit kleinen Prüfflächen (EN 1288-5:2000)
- DIN EN 1876-1:1998-01 Mit Kautschuk oder Kunststoff beschichtete Textilien – Prüfungen bei niedrigen Temperaturen – Teil 1: Biegeversuch (EN 1876-1:1997)
- DIN EN 2746:1998-10 Luft- und Raumfahrt – Glasfaserverstärkte Kunststoffe – Biegeversuch, Dreipunktverfahren (EN 2746:1998)
- DIN EN 2831:1993-04 Luft- und Raumfahrt; Wasserstoffversprödung von Stählen; Langsamer Biegeversuch (EN 2831:1993)
- DIN EN 12390-5:2009-07 Prüfung von Festbeton – Teil 5: Biegezugfestigkeit von Probekörpern (EN 12390-5:2009)
- DIN EN 12697-44:2019-05 Asphalt – Prüfverfahren – Teil 44: Bestimmung der Rissausbreitung mittels Halbzylinder-Biegeversuch (EN 12697-44:2019)
- DIN EN 12814-1:1999-12 Prüfung von Schweißverbindungen aus thermoplastischen Kunststoffen – Teil 1: Biegeversuch (EN 12814-1:1999)

ISO-Normen
- DIN EN ISO 178:2019-08 Kunststoffe – Bestimmung der Biegeeigenschaften (ISO 178:2019)
- DIN EN ISO 899-2:2023-03 Entwurf Kunststoffe – Bestimmung des Kriechverhaltens – Teil 2: Zeitstand-Biegeversuch bei Dreipunkt-Belastung (EN ISO 899-2:2023)
- DIN EN ISO 7438:2020-10 Metallische Werkstoffe – Biegeversuch
- DIN EN ISO 8491:2004-10 Metallische Werkstoffe – Rohr (Rohrabschnitt) – Biegeversuch (ISO 8491:1998) (EN ISO 8491:2004)
- DIN EN ISO 14125:2011-05 Faserverstärkte Kunststoffe – Bestimmung der Biegeeigenschaften (ISO 14125:1998 + Cor.1:2001 + Amd.1:2011)
- DIN EN ISO 20795-1:2013-06 Zahnheilkunde – Kunststoffe – Teil 1: Prothesenkunststoffe (ISO 20795-1:2013)